# Reading Classic (mannen)
De Reading Classic is een voormalige eendaagse wielerwedstrijd die in juni in Reading, Pennsylvania werd verreden. De wedstrijd werd voor het eerst in 2006 georganiseerd en maakt deel uit van de UCI America Tour, een van de continentale circuits van de UCI. In deze competitie had de eendagskoers een 1.1-status. Tegelijkertijd werd ook een wedstrijd voor vrouwen georganiseerd.

## Erelijst
| Jaar | 1e             | 2e                   | 3e             |
| ---- | -------------- | -------------------- | -------------- |
| 2006 | Greg Henderson | Sergej Lagoetin      | Danny Pate     |
| 2007 | Bernhard Eisel | Alejandro Borrajo    | Oleg Grisjkin  |
| 2008 | Óscar Sevilla  | Edvald Boasson Hagen | Bernhard Eisel |